# سید محمد تدین
سید محمد تدین بیرجندی (زادهٔ ۱۲۶۰ هجری شمسی در بیرجند – درگذشتهٔ ۲۴ آبان ۱۳۳۰ در ایالات متحده آمریکا)، چهارمین رئیس دانشگاه تهران و از جمله شخصیت‌های برجستهٔ سیاسی و علمی دوران قاجار و پهلوی بود که نقش مهمی در دورهٔ بین انقراض سلسله قاجار و آغاز دوران پهلوی داشت. تدین در طول عمر سیاسی خود در مناصبی همچون رئیس مجلس شورای ملی، وزیر معارف (فرهنگ) و وزیر خواربار به خدمت مشغول بود.

## تحصیلات
سیدمحمد بیرجندی در روستایی در نزدیکی بیرجند در استان خراسان متولد شد. هنگامی که نوزاد بود والدینش را از دست داد و دایی‌اش سرپرستی او را به عهده گرفت. در ۹ سالگی به مشهد نقل مکان کرد و به مدت هشت سال در مدرسهٔ علوم دینی میرزاجعفر به تحصیل پرداخت. پس از این دوران به تهران رفت و در یکی از حجره‌های مدرسهٔ مذهبی فیلسوف، مکتب‌خانهای دایر کرد. مدتی بعد برای ادامهٔ تحصیلات مذهبی به نجف رفت اما پس از چندی به ایران بازگشت و نزد بنیان‌گذار مدرسهٔ خرد به یادگیری ریاضیات و علوم طبیعی مشغول شد. سیدمحمد سپس به کلاس‌های ناظم‌الاطبا رفت که پسران ناظم‌الاطبا، مودب‌الدوله نفیسی و سعید نفیسی در آن تدریس می‌کردند. در این کلاس‌ها هم‌دورهٔ ملک الشعرای بهار و میرزا غلامحسین خان رهنما شد و به یادگیری زبان فرانسه و دروس دیگر مشغول شد. پس از این دوران سیدمحمد در مدرسهٔ کمالیه شروع به تدریس کرد و همکار عیسی صدیق شد. بیرجندی در این دوران به صدیق زبان عربی درس می‌داد.

## نهضت مشروطه و فعالیت‌های آموزشی
با آغاز جنبش مشروطه ایران، سیدمحمد تحصیل و تدریس را رها کرد و به خط مقدم انقلابیون پیوست. او و چندین نفر از شاگردانش جزو «مجاهدین» ای بودند که در زمان به‌توپ بستن مجلس شورای ملی به دستور محمدعلی شاه، مسلحانه به دفاع از مجلس برخاستند.
مدت کوتاهی پس از پیروزی انقلاب مشروطه، سیدمحمد یک مدرسهٔ ابتدایی به نام «تدین» را در منطقهٔ بازار تهران تأسیس کرد. با آنکه این مدرسه در منطقه‌ای نه‌چندان برخوردار واقع بود اما به دلیل مدیریت کارآمد، شیوه‌های نسبتاً مدرن تدریس و دغدغهٔ شخصی سیدمحمد تدین نسبت به دانش‌آموزان، این مدرسه به‌سرعت توسعه پیدا کرد و تبدیل به یکی از معتبرترین مدارس پایتخت شد و خانواده‌های ثروتمند نیز فرزندان خود را به این مدرسه می‌فرستادند. سه سال بعد، سیدمحمد یک کلاس سوادآموزی مخصوص بزرگسالان را پایه‌گذاری کرد که در آن خواندن و نوشتن، مهارت‌های منشی‌گری و زبان فرانسه تدریس می‌شد. در تابستان ۱۳۰۰، سیدمحمد سه مقطع بالاتر به مدرسهٔ تدین اضافه کرد و یک دبیرستان هم پایه گذاشت. طی این دوره بود که سیدمحمد بیرجندی به نام سیدمحمد تدین معروف شد و این نام را تا پایان عمر حفظ کرد.
در سال ۱۲۹۷ مدرسه‌های خصوصی با مشکلات جدی روبه‌رو شدند و تدین به عنوان نمایندهٔ تمامی مدارس خصوصی کشور، نامه‌ای تلخ و انتقادی خطاب به وزیر معارف نوشت و چندین تقاضا مطرح کرد از جمله اینکه ۴۰ مدرسهٔ ابتدایی جدید برای کودکان نیازمند ساخته شود، تعدادی از مدیران مدارس خصوصی به عضویت دائم شورای معارف درآیند، برنامه‌های ویژه‌ای برای تحصیل دانش‌آموزان دختر پیش‌بینی شود، و برنامهٔ درسی مدارس ابتدایی و مقاطع بعدی مورد بازبینی قرار بگیرد. وزیر معارف تحت فشار به برخی از این خواسته‌ها تن داد. مدتی بعد تعدادی از مدیران مدارس خصوصی برای عضویت در شورای معارف انتخاب شدند و نام تدین در صدر فهرست بود.

## فعالیت سیاسی، نمایندگی مجلس و وزارت
تدین در کنار پیگیری فعالیت‌های آموزشی در عرصهٔ سیاست هم بسیار فعال بود. او به یکی از چهره‌های برجستهٔ فرقهٔ دموکرات تبدیل شده بود و به عنوان نمایندهٔ مجلس شورای ملی از تهران دوره چهارم مجلس شورای ملی حاضر بود. او که عالم برجسته‌ای در زمینهٔ فلسفه، کلام و ادبیات عرب بود، از جمله نمایندگان روحانی مجلس شورای ملی بود که لباس روحانیت را کنار گذاشتند.
در آن زمان سه حزب سیاسی عمده در ایران وجود داشت: اعتدالیون عامیون، فرقهٔ دموکرات، و حزب اتفاق و ترقی. حزب اعتدالیون عامیون در انتخابات اکثریت کرسی‌های مجلس را به دست آورده بود و حزب دموکرات در جایگاه دوم قرار داشت.
با آغاز جنگ جهانی اول، تعداد زیادی از سیاستمداران ایران، به دفاع از آلمان پرداخته و با روسیه و بریتانیا (دو قدرتی که سال‌ها بر فضای سیاسی ایران چنبره زده بودند) مخالفت کردند. پس از حملهٔ نیروهای روسیه به ایران، تعداد زیادی از نمایندگان مجلس شورای ملی، از جمله مهم‌ترین رهبران فرقهٔ دموکرات، پایتخت را ترک کردند و مقر خود را ابتدا به قم و سپس به کرمانشاه منتقل کردند و یک دولت رقیب با گرایش ناسیونالیستی و طرفدار آلمان تشکیل دادند. آن بخشی از اعضای فرقهٔ دموکرات که در تهران مانده بودند، به دو جناح تقسیم شدند: جناحی که اعضای آن اعتقاد داشتند فرقهٔ دموکرات باید تمام فعالیت‌هایش را به خاطر غیبت رهبران اصلی تعطیل کند؛ و جناحی که اعضای طرفدار ادامهٔ فعالیت‌های حزب بودند. جناح دوم به نام تشکیلی معروف شد و چهره‌هایی مانند مهدی‌قلی‌خان هدایت، ملک‌الشعرای بهار و سیدمحمد تدین عضو آن بودند. این جناح دو روزنامه هم داشت؛ یکی روزنامه نوبهار که توسط بهار منتشر می‌شد، و دیگری روزنامه ستاره ایران که میرزاحسین‌خان صبا مدیریت آن را برعهده داشت.
جناح تشکیلی به‌سرعت رشد کرد و به یکی از نیروهای سیاسی عمده در پایتخت تبدیل شد. در دورانی که بحث و جدال بر سر قرارداد ۱۹۱۹ بالا گرفته بود، بسیاری از سازمان‌های سیاسی ایران خواستار لغو این معاهده بودند و آن را مخل استقلال کشور می‌دانستند، اما دموکرات‌های تشکیلی مصرانه و مجدانه از این معاهده دفاع می‌کردند. تدین به عنوان یکی از رهبران اصلی این جناح و ناشر روزنامهٔ صدای تهران، از این معاهده تمام‌قد دفاع می‌کرد و در حمایت از آن مجموعه مقالاتی در روزنامهٔ خود به چاپ می‌رساند و در مساجد اصلی تهران شبانه سخنرانی می‌کرد.
در سال ۱۳۰۴، در دوران صدراعظمی رضاخان سردار سپه، تدین یکی از پرسروصداترین مدافعان لغو پادشاهی و تأسیس جمهوری بود. بعدها وقتی سروصداها در حمایت از جمهوری آرام گرفت و جای خود را به کارزاری برای برکناری احمدشاه و پادشاهی رضاخان داد، تدین باز هم نقش بسیار فعالی داشت. او که این بار به عنوان نمایندهٔ زادگاهش یعنی بیرجند به دوره پنجم مجلس شورای ملی راه یافته بود، نائب رئیس مجلس شد. او در مدیریت و هدایت مباحث مجلس در مقام جانشین رئیس مجلس، با شور و شوق از لایحهٔ انقراض سلسله قاجار و سپردن دولت موقت به رضاخان حمایت می‌کرد. پس از تصویب این لایحه در مجلس، تدین به ریاست مجلس رسید.
در زمستان ۱۳۰۶، هنگامی که مستوفی‌الممالک نخست‌وزیر شد، تدین به عنوان وزیر معارف منصوب شد. او در دوران کوتاه وزارتش، وزیری جسور و پرانرژی بود و چندین تغییر رادیکال را به اجرا گذاشت. بازسازی بنای مدرسهٔ دارالفنون، ایجاد درس تربیت بدنی اجباری در مدارس، تأسیس دارالمعلمین و تهیهٔ اساسنامهٔ این نهاد با کمک عیسی صدیق، برخی از اقدامات او در این دوره بود. تدین در دوران نخست‌وزیر بعدی یعنی مخبرالسلطنه که در بهار ۱۳۰۷ به قدرت رسید نیز به عنوان وزیر معارف منصوب شد.
تدین طی ماه‌های وزارت، ساخت تسهیلات برای دارالمعلمین را در زمین به مساحت ۲۴٬۰۰۰ متر آغاز کرد، برای شورای معارف شعبه‌های استانی تأسیس کرد، برنامه درسی مقاطع بالاتر را مورد بازبینی قرار داد، یک مدرسه مهندسی در تهران بنیان گذاشت که در شیراز هم شعبه داشت، چندین استاد خارجی را استخدام کرد، نوشتن اساسنامه برای یک مدرسهٔ پزشکی را آغاز کرد، حدود ۲۰۰ مدرسه جدید در تهران و استان‌ها تأسیس نمود و ۲۵ کتاب درسی را گردآوری کرد که تا سال‌ها بعد در مدارس ایران تدریس می‌شد.
در سال ۱۳۰۶، به دلیل مخالفت برخی نمایندگان مجلس با برنامهٔ تدین برای اعطای کمک مالی به دانش‌آموزان نیازمند رشتهٔ موسیقی و تأسیس یک مدرسهٔ دخترانه در تهران، تدین از مقام خود استعفا داد اما رضاشاه استعفای او را نپذیرفت. اما مخالفت مجلس با برنامه‌های تدین ادامه یافت و تدین حدود یک ماه بعد دوباره استعفا کرد و جای خود را به مبرزا یحیی‌خان اعتمادالدوله داد.
پس از استعفا از وزارت معارف، تدین به فرمانداری استان کرمان منصوب شد و یک سال در این مقام باقی ماند. در سال ۱۳۱۵، بر مبنای اساسنامهٔ دانشگاه تهران که به تازگی تأسیس شده بود، تدین رساله‌ای را نوشت که شورای دانشگاه آن را به عنوان معادل پایان‌نامهٔ دکتری در رشتهٔ ادبیات فارسی پذیرفت. پس از آن، تدین به عنوان استاد زبان عربی در دانشگاه تهران استخدام شد.
پس از خلع رضاشاه پهلوی از سلطنت در سال ۱۳۲۰، تدین یک بار دیگر وزیر معارف شد. برخی از مناصب بعدی او عبارت بود از رئیس دانشکدهٔ ادبیات دانشگاه تهران، وزیر خواربار و وزیر داخله. در تابستان ۱۳۲۲، هنگامی که تدین وزیر داخله بود، نیروهای اشغالگر متفقین تعداد زیادی از شهروندان ایرانی را به ظن طرفداری از آلمان بازداشت و به اراک تبعید کردند و این کار با حمایت رسمی تدین انجام شد.
تدین به عنوان وزیر کشور انتخابات دوره چهاردهم مجلس شورای ملی را برگزار کرد و پس از آن یکی از نمایندگان جدید به نام معتصم‌السطنه فرخ (نماینده زابل که پیش از تدین وزیر کشور بود) به اتهام دخالت در انتخابات علیه تدین و علی سهیلی (نخست‌وزیر) اعلام جرم و اسنادی ارائه کرد که نشان می‌داد این دو دستورهایی به مسئولان محلی در بندرعباس، زاهدان و شهرضا فرستاده‌اند تا نامزدهای دلخواهشان در این حوزه‌ها انتخاب شوند. این اتفاق به دستگیری و حبس تدین در سال ۱۳۲۶ انجامید اما او نهایتاً تبرئه و آزاد شد و به کار تدریس بازگشت. تدین در کاخ دادگستری تهران محاکمه شد که یکی از مهم‌ترین محاکمات تاریخ دادگستری ایران محسوب می‌شود.
اما اعلام جرم دیگری هم در مجلس علیه تدین شد. سید محمد طباطبائی او را متهم کرد که در دورانی که وزیر خواربار بوده، به آذربایجان رفته و بدون اعلام مناقصه، ۱۲۰ کیلو قند و شکر را در برابر پنج هزار تن گندم برای دولت خریداری کرده‌است، در صورتی که به او پیشنهاد شده بوده که در مقابل هر تن گندم، ۷۵ کیلوگرم قند و شکر خریداری کند و بدین ترتیب، برای نفع شخصی، با احتساب کرایه حمل بار، به دولت، سه میلیون و دویست هزار تومان ضرر زده و علاوه بر آن، بدون رعایت مقررات قانونی، یک و نیم میلیون تومان چک صادر کرده‌است.
در سال ۱۳۲۸، هنگامی که مجلس سنای ایران برای اولین بار تشکیل شد، تدین به عنوان سناتور شهر مشهد انتخاب شد.
سیدمحمد تدین مردی صریح‌اللهجه و در بحث توانا بود که از ورود به بحث و جدل ابایی نداشت. او به خاطر حمایت قاطعانه از قرارداد ۱۹۱۹ و نقشی که در انتقال سلطنت از سلسله قاجار به رضاشاه داشت، چهره‌ای جنجالی در تاریخ مدرن ایران محسوب می‌شود.

## مرگ
سیدمحمد تدین در ۲۴ آبان ۱۳۳۰ بر اثر سرطان در ایالات متحده درگذشت. پیکر او را به تهران بازگرداندند و در آرامگاه خانوادگی واقع در امامزاده صالح تجریش به خاک سپردند.

## برخی از تالیفات
- جامع محمدی
- نخبةالادب (دو جلد)
- عربی (پنج جلد)
- علم‌الاشیاء (شش دوره)
- حساب (دو جلد)
- جغرافیا (چهار جلد)
- تعلیمات مدنی
- انکشافات جغرافیایی
- اکتشافات جغرافیایی
- اصول خطابه شریف
- تاریخ مختصر منطق